# Rogoźno (gemeente)
De gemeente Rogoźno is een stad- en landgemeente in het Poolse woiwodschap Groot-Polen, in powiat Obornicki.
De zetel van de gemeente is in Rogoźno.
Op 30 maart 2007 telde de gemeente 17 887 inwoners.

## Oppervlakte gegevens
In 2002 bedroeg de totale oppervlakte van gemeente Rogoźno 217,95 km², waarvan:
- agrarisch gebied: 63%
- bossen: 26%

De gemeente beslaat 30,58% van de totale oppervlakte van de powiat.

## Demografie
Stand op 30 september 2006:
| Omschrijving                   | Totaal | Totaal | Vrouwen | Vrouwen | Mannen | Mannen |
| ------------------------------ | ------ | ------ | ------- | ------- | ------ | ------ |
| eenheid                        | aantal | %      | aantal  | %       | aantal | %      |
| inwoners                       | 17 887 | 100    | 8979    | 50,2    | 8908   | 49,8   |
| bevolkingsdichtheid (inw./km²) | 82,07  | 82,07  | 41,20   | 41,20   | 40,87  | 40,87  |

## Plaatsen
- Rogoźno (gemeentezetel) - 11200
- Biniewo - 15
- Boguniewo (sołectwo) - 248
- Budziszewko (sołectwo) - 410
- Cieśle - 143
- Dziewcza Struga - 77
- Garbatka (sołectwo) - 208
- Gościejewo (sołectwo) - 733
- Grudna - 124
- Jaracz (sołectwo) - 213
- Józefinowo - 104
- Karolewo (sołectwo) - 120
- Kaziopole (sołectwo) - 78
- Laskowo (sołectwo) - 69
- Marlewo - 101
- Międzylesie - 125
- Nienawiszcz (sołectwo) - 93
- Nowy Młyn - 8
- Olszyna - 0
- Owczegłowy (sołectwo)- 159
- Owieczki (sołectwo) - 245
- Parkowo (sołectwo)- 1031
- Pruśce (sołectwo)- 432
- Rożnowice - 129
- Ruda (sołectwo) - 329
- Sierniki - 238
- Słomowo (sołectwo) - 228
- Stare - 63
- Studzieniec (sołectwo) - 399
- Szczytno - 46
- Tarnowo (sołectwo) - 331
- Wełna - 172
- Wojciechowo - 16
- Żołędzin - 0

## Aangrenzende gemeenten
Budzyń, Murowana Goślina, Oborniki, Ryczywół, Skoki, Wągrowiec